# Elfgen (Grevenbroich)
Elfgen ist ein Stadtteil der Stadt Grevenbroich im Rhein-Kreis Neuss in Nordrhein-Westfalen. Bis 1964 war Elfgen eine Gemeinde im damaligen Kreis Grevenbroich. Als Folge des Braunkohleabbaus ist das ehemalige Gemeindegebiet heute unbewohnt und weitgehend naturbelassen.

## Geographie und Geschichte

Elfgen mit Reisdorf und St. Leonard auf einer Karte von 1899

Das Gebiet der ehemaligen Gemeinde Elfgen in der heutigen Stadt Grevenbroich

Die erste Erwähnung Elfgens stammt aus dem Jahr 1059. Das Dorf lag im Elsbachtal westlich von Grevenbroich. Kirchlich war Elfgen bis 1663 nach Gustorf eingepfarrt. 1749 wurde mit der St. Georg-Kirche eine eigene Pfarrkirche errichtet.
Politisch gehörte Elfgen ursprünglich zum Amt Hülchrath des Kurfürstentums Köln und in der Franzosenzeit am Anfang des 19. Jahrhunderts zur Mairie Elsen im Arrondissement Köln des Departements Rur. Nachdem das Rheinland preußisch wurde, bildete Elfgen eine Landgemeinde in der Bürgermeisterei Elsen im Kreis Grevenbroich. Von 1930 bis 1937 gehörte die Gemeinde zum Amt Grevenbroich und seitdem zum Amt Jüchen. Am südöstlichen Rand des Dorfs Elfgen führte die alte Bundesstraße 1 vorbei. Die aus Richtung Mönchengladbach kommende alte Bundesstraße 59 führte durch den Dorfkern und mündete dann in die B1 ein. Zur Gemeinde Elfgen gehörten neben dem Dorf Elfgen auch der weiter südlich gelegene Weiler Reisdorf sowie das Klostergut St. Leonard.
In den 1950er Jahren wurde die Gemeinde vom Braunkohleabbau erfasst. Durch den Tagebau Frimmersdorf-West wurde das Gemeindegebiet südöstlich der alten B1 mit Reisdorf und St. Leonard zwischen 1957 und 1963 vollständig abgebaggert. Bei der anschließenden Verfüllung und Renaturierung entstand die heutige Gustorfer Höhe. Gleichzeitig begannen die Vorbereitungen zur Umsiedlung des Dorfs Elfgen. Seine Bevölkerung entschied sich 1959 für die Umsiedlung auf ein zwei Kilometer weiter östlich liegendes Gebiet zwischen den Grevenbroicher Ortsteilen Elsen und Laach. Dort entstand der neue Grevenbroicher Ortsteil Neu-Elfgen.
Am 1. August 1964 wurde die Gemeinde Elfgen aufgelöst und ihr Gebiet zum größten Teil in die Stadt Grevenbroich eingemeindet. Kleinere Teilgebiete fielen an die damaligen Nachbargemeinden Garzweiler und Gustorf. Die gesamte alte Bebauung des Dorfs wurde devastiert. Elfgen bildet noch heute eine amtliche Gemarkung. 
Die Abbaggerung des nordwestlich der alten B1 gelegenen Abbaufelds mitsamt dem ehemaligen Dorfgelände erfolgte durch den Tagebau Garzweiler I am Ende der 1980er und Anfang der 1990er Jahre. Seitdem wurde das Gebiet wieder verfüllt und weitgehend renaturiert, dabei wurde insbesondere das Elsbachtal an seinem ursprünglichen Ort wiederhergestellt. Eine Wiederbebauung mit Wohngebäuden ist nicht erfolgt. Im Südosten des ehemaligen Gemeindegebiets wurde ein Fahrsicherheitszentrum des ADAC angelegt.

## Einwohnerentwicklung
| Jahr | Einwohner | Quelle |
| ---- | --------- | ------ |
| 1835 | 442       | [ 7 ]  |
| 1864 | 678       | [ 8 ]  |
| 1885 | 743       | [ 9 ]  |
| 1910 | 790       | [ 10 ] |
| 1925 | 813       | [ 4 ]  |
| 1939 | 786       | [ 11 ] |